# Схиери
Схиери (груз. სხიერი) — село в Грузии, на территории Онского муниципалитета края (мхаре) Рача-Лечхуми и Нижняя Сванетия.

## География
Село находится в северной части Грузии, к югу от реки Риони, на расстоянии приблизительно 2 километров (по прямой) к юго-западу от города Они, административного центра муниципалитета. Абсолютная высота — 1118 метров над уровнем моря.

## Население
По результатам официальной переписи населения 2014 года, постоянное население в Схиери отсутствовало.
| Год  | Население, человек |
| ---- | ------------------ |
| 2002 | 3                  |
| 2014 | ↘ 0                |